# Rai Trade
Rai Trade S.p.A. è stata la società che promuoveva le proprietà intellettuali del gruppo Rai e ne commercializzava i diritti. Tra gli scopi dell'azienda c'era quello di diffondere il Made in Italy nei vari settori dell'audiovisivo. Tra le varie attività svolte, l'azienda era anche un'etichetta discografica.

## Storia
Rai Trade nasce ufficialmente il 27 giugno 1997 dalla fusione della Nuova Edizioni Radiotelevisione Italiana S.p.A. con Sacis, Rai Eri e Fonit Cetra, con lo scopo di convergere le attività di queste aziende verso un’unica società, per valorizzare e distribuire la produzione dei diritti Rai nei mercati internazionali.
Viene, così, creata una nuova azienda diretta dal Presidente Sergio Silva e Amministratore Delegato Tino Cennamo che forma un nuovo staff proveniente dalle precedenti strutture aziendali con Sesto Cifola nel ruolo di Direttore Vendite e Vincenzo Mosca nel ruolo di Direttore mercato Internazionale.

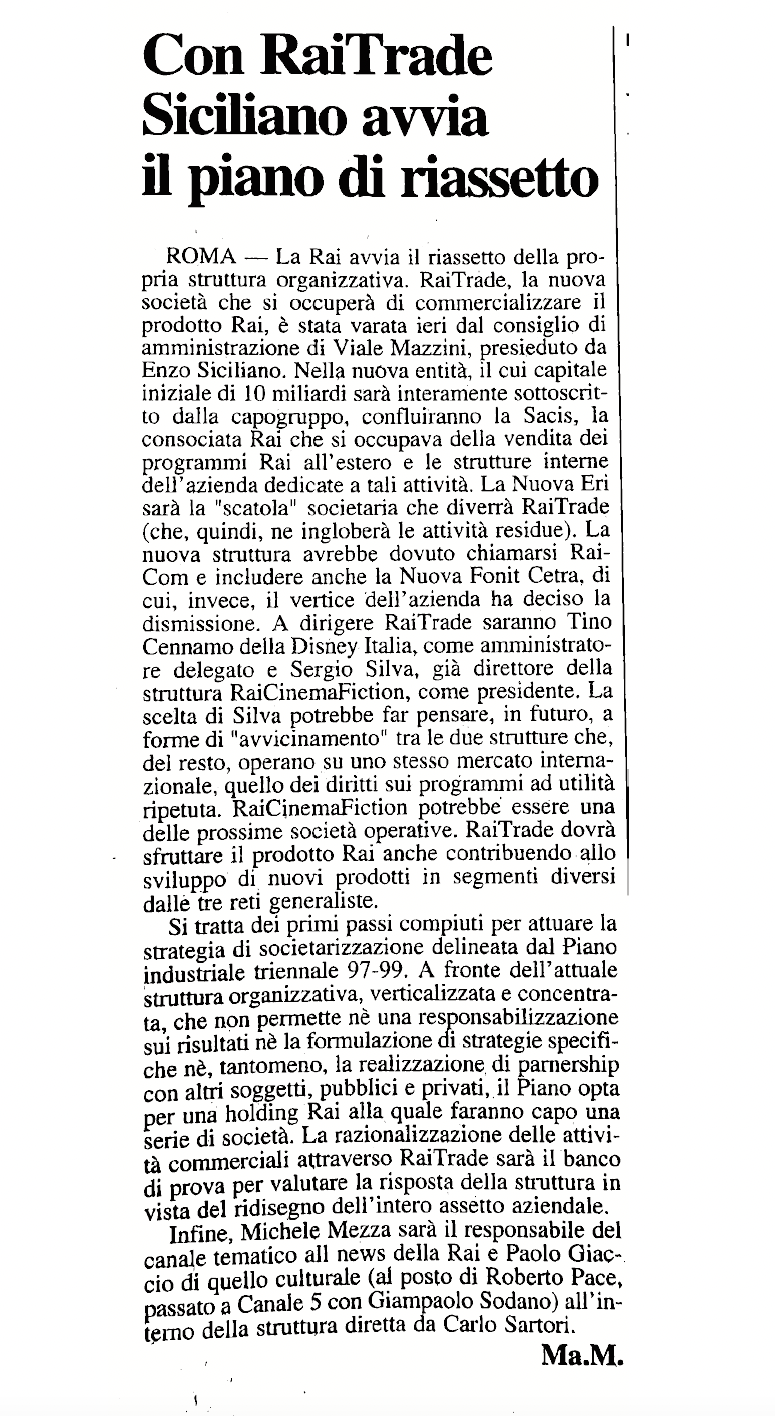
Articolo sole24ore

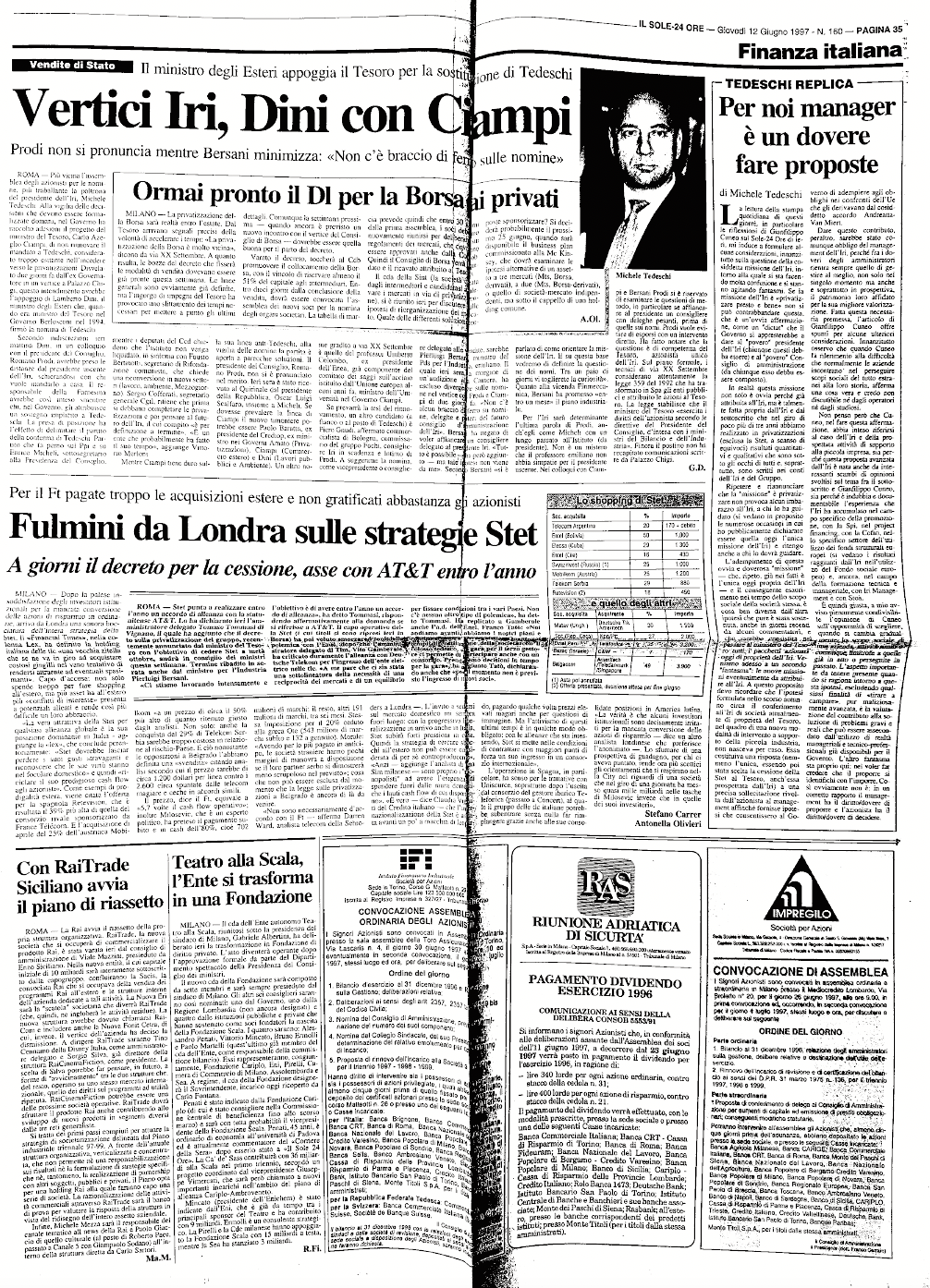
pagina articolo sole24ore

Silva è stato Direttore della struttura Rai Cinema e Rai Fiction, mentre Cennamo proveniva dal settore della Tecnologia (Direttore Marketing di Apple Computer Italia), dell’Editoria e dell’Entertainment (Amministratore Delegato di Walt Disney Home Video).
Con il lancio di Rai Trade prende forma un nuovo staff proveniente dalle società acquisite e una nuova identità aziendale, rappresentata da un logo inedito: una nave che veleggia nelle acque dei mercati internazionali.
Il nuovo logo è stato creato da Agostino Saccà, nel ruolo di Responsabile della Divisione Comunicazione Rai, prima di diventare Direttore Generale dell’ente televisivo pubblico.
Nella seduta del CdA della Rai del 28 luglio 2010, infine, viene approvata la proposta di internalizzazione della società Rai Trade nella capogruppo Rai S.p.A., che poi viene ulteriormente confermata anche nella seduta del 20 ottobre 2010.
Il 23 febbraio 2011 si giunge alla firma per l’atto di fusione per incorporazione tra Rai Trade e Rai.
Nel giugno del 2014 nasce la società Rai Com che eredita la missione di Rai Trade e le sue attività principali.

## Fiction prodotte
Seppur occupandosi prevalentemente di distribuzione, l'azienda ha collaborato in alcune occasioni anche alla produzione di fiction televisive:
- Papa Giovanni - Ioannes XXIII, regia di Giorgio Capitani (2002)
- Soraya, regia di Lodovico Gasparini (2003)
- Madre Teresa, regia di Fabrizio Costa (2003)
- San Pietro, regia di Giulio Base (2005)
- Edda, regia di Giorgio Capitani (2005)
- Pompei, regia di Giulio Base (2007)
- Sant'Agostino, regia di Christian Duguay (2009)
- Bakhita - La santa africana, regia di Giacomo Campiotti (2009)
- Sotto il cielo di Roma, regia di Christian Duguay (2010)

## Artisti e compositori editi da Rai Trade
- Ennio Morricone
- Nicola Piovani
- Lelio Luttazzi
- Mauro Lusini
- Luis Bacalov
- Sylvano Bussotti
- Luigi Nono
- Osvaldo Coluccino
- Salvatore Sciarrino
- Francesco Filidei
- Giacomo Manzoni
- Adriano Guarnieri
- Luca Lombardi
- Luciano Chessa
- Federico De Caroli
- Fabrizio De Rossi Re
- Paolo Emilio Marrocco
- Grazia Di Michele
- Claudio Quartarone
- Andrea Ridolfi
- Vito Abbonato
- Andrea Braido
- Gregorio Puccio
- Andrea Ferrante
- Gian Luca Nigro
- Stefano Fonzi
- Lucio Gregoretti
- Stefano Ianne
- Stefano Lentini
- Stefano Mainetti
- Lorenzo Marsili
- Andrea Molino
- Mario Pagotto
- Georges Prêtre
- Roberto Giulio Cassiano
- Leonardo Schiavo
- Angelo Talocci
- Roberta Vacca
- Robert Wyatt
- Pierluigi Castellano
- Alessandro Esseno
- Armando De Simone
- Marco Lo Russo

• Sir James Galway 

## Loghi

27 luglio 2000 - 18 maggio 2010
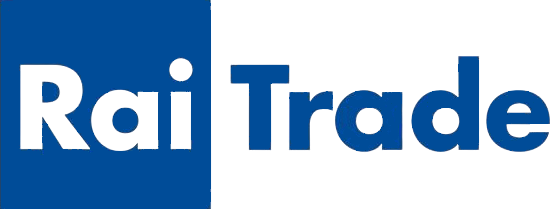
18 maggio 2010 - 23 febbraio 2011